# Béla Nagy
Béla Nagy (ur. 20 marca 1962 w Nádudvar) – węgierski zapaśnik walczący w stylu wolnym. Dwukrotny olimpijczyk. Szósty w Seulu 1988 i jedenasty w Barcelonie 1992. Walczył w kategorii 57 kg.
Szósty na mistrzostwach świata w 1990 i 1991. Czwarty na mistrzostwach Europy w 1987 i 1988 roku.
- Turniej w Seulu 1988

Wygrał z Vinodem Kumarem z Indii, Jozefem Schwendtnerem z Czechosłowacji, Barry Davisem z USA, Lawrence Holmesem z Kanady, a przegrał z Ahmetem Akiem z Turcji, Siergiejem Biełogłazowem z ZSRR, a w rundzie finałowej z Walentinem Iwanowem z Bułgarii.
- Turniej w Barcelonie 1992

Wygrał z Tebe Dorgu z Nigerii, a przegrał z Cerenbaatarynem Cogtbajarem z Mongolii i Siarhiejem Smalem z WNP.